# Stabilitet broda
Stabilitet broda ili stabilnost broda svojstvo je broda da održava uspravan položaj u svim okolnostima plovidbe. Zbog različitih uzroka brod se u plovidbi ili na vezu nagiba oko neke osi. Najosjetljivije je nagibanje broda oko uzdužne osi, jer brod najviše izlaže pogibelji od prevrtanja. Moment statičke stabilnosti suprotstavlja se nagibanju, a čine ga spreg sila: uzgon, sila koja se zbog oblika trupa pomiče i uspravlja brod, i težina, sila koja naginje brod. Početna statička stabilnost za manje nagibe veća je što je veća takozvana metacentarska visina, a težište broda niže. Metacentar ovisi o obliku trupa broda i čini točku u kojoj smjer sile uzgona presijeca uzdužnu simetralnu ravninu brodskoga trupa. Udaljenost metacentra od točke težišta broda GM je početna metacentarska visina. Dinamička je stabilnost broda rad momenta statičke stabilnosti do nagiba broda, do kojega dolazi kada se izjednači rad momenta statičke stabilnosti i momenta nagibanja broda pod dinamičkim djelovanjem vanjskih sila.
Statički stabilitet je stabilitet kod kojeg vanjski momenti sile djeluju statički, to jest ne mijenjaju veličinu s vremenom, ili se mijenjaju polagano i postepeno, te ih možemo svesti na prvi slučaj. Statički stabilitet možemo definirati i kao otpor broda djelovanju momenata koji pomiču brod iz ravnotežnog položaja. Dinamički stabilitet je stabilitet kod kojeg se veličina momenata koji djeluju na brod naglo mijenja s vremenom, mjenjajući smjer i jačinu. Dinamički stabilitet možemo odrediti i kao rad utrošen na pomicanju broda iz ravnotežnog položaja u neki položaj van ravnoteže. Kod dinamičkog stabiliteta pored prekretnog momenta javlja se i znatno ubrzanje masa, a samim time i kinetička energija koja također djeluje na sustav. Druga definicija dinamičkog stabiliteta kaže da je dinamički stabilitet rad kojeg obavlja momenat statičke stabilnosti pri naginjanju broda. Stabilnost je svojstvo broda da se protivi silama koje ga nastoje nagnuti i svojstvo da se ponovno automatski vraća u ravan položaj kada prestanu djelovati te sile. Brod koji nema takvo svojstvo ne može uopće ploviti, a brod koji ga nema u dovoljnoj mjeri nije siguran u plovidbi.
3 uvjeta plovnosti su:
1. sila uzgona mora biti jednaka sili težine;
2. sile težine i sile uzgona moraju biti na istom pravcu koji je okomit na teretnu vodenu liniju;
3. potrebno je da brod posjeduje stabilnu ravnotežu.

## Plivanje i stabilnost
Kad tijelo uronimo u bilo koju tekućinu, na njega djeluju dvije sile: uzgon okomito prema gore i težina okomito prema dolje. Tijelo pliva kad je njegov uzgon veći od njegove težine, odnosno ako je lakše od težine istisnute vode. Ono će isplivati dotle dok je težina istisnute vode uronjenog dijela jednaka težini cijeloga tijela. Ako se to razmatranje prenese na jedinicu obujma uronjenog tijela, doći ćemo do zaključka da čvrsta tijela plivaju ako im je prosječna gustoća manja od tekućine u koju su uronjena. Tijelo tone, to jest pada na dno, ako je njegova težina veća od uzgona, a lebdi u tekućini, to jest ostaje na mjestu gdje god ga stavimo u tekućini, ako je njegova težina jednaka uzgonu. 
Iz izloženog proizlazi da šuplje tijelo od materijala koji je teži od vode može plivati, pa tako na primjer čelični brod pliva na vodi jer je težina istisnute tekućine veća od njegove težine. Veličina trgovačkih brodova mjeri se njegovom sadržinom, to jest obujmom (volumenom). Sadržina broda mjeri se takozvanim registarskim tonama. Registarska tona je mjerna jedinica za mjerenje sadržine broda i ima 100 kubičnih engleskih stopa, što u metarskoj mjeri iznosi 2,832 m3. Razlikujemo bruto i neto sadržinu. Bruto sadržina je ukupan obujam cijele unutrašnjosti brodskog trupa do gornje palube. Neto sadržina je obujam samo onih prostorija koje služe za prijenos robe. 
Podmornica ima tankove koji se mogu puniti i prazniti pomoću sisaljki. Punjenjem tankova težina podmornice postaje veća od uzgona i podmornica može zaroniti. Pražnjenjem tankova težina podmornice postaje manja od uzgona i podmornica može izroniti. Reguliranjem punjenja tankova može se postići da uzgon podmornice bude baš jednak njenoj težini. U tom slučaju podmornica ostaje lebdjeti u dubini u kojoj se nalazi. 
Na Arhimedovu zakonu osnivaju se također i plovni dokovi koji služe za vršenje popravaka na morskim brodovima. Kad se u tankove doka pusti voda, plovni dok uroni, i u njemu se smjesti brod. Nakon toga se pomoću sisaljki izbaci voda iz tankova, plovni dok izađe iz vode i digne brod na površinu. 
Pri plivanju razlikujemo 3 vrste ravnoteže i to: stabilnu, labilnu i indiferentnu. Hvatište uzgona leži u težištu istisnute tekućine. U slučaju ravnoteže, na primjer kod broda, hvatište uzgona mora biti okomito ispod težišta tijela. Ako neka sila, na primjer vjetar, nagne brod na desni bok, promijenit će se oblik uronjenog, odnosno izronjenog dijela broda. Na desnoj će se strani povećati, a na lijevoj smanjiti obujam uronjenog dijela. Zbog toga će se hvatište uzgona premjestiti prema uronjenom boku jer je na toj strani obujam postao veći. Težište broda ostaje na istom mjestu jer se oblik broda nije promijenio. U tom slučaju nastat će par sila (spreg sila) koji nastoji brod vratiti u prijašnji položaj, pa kažemo da je brod u stabilnoj ravnoteži. Kod većeg nagiba broda nastat će par sila koji nastoji brod još više nagnuti. Kažemo da je sada brod u labilnoj ravnoteži. Vidimo da je stabilnost broda uvjetovana položajem njegova težišta. Ako iz hvatišta uzgona povučemo okomicu na vodenu liniju, ona će sjeći uzdužnu ravninu broda (uzdužnicu), u točki koja se zove metacentar. Metacentar je točka u kojoj okomica iz hvatišta uzgona siječe uzdužnicu broda. Udaljenost metacentra od težišta broda zove se metacentarska visina. Brod je u stabilnoj ravnoteži ako se metacentar nalazi iznad težišta. Nalazi li se metacentar ispod težišta, brod je u labilnoj ravnoteži i on će se pri malom nagibu prevrnuti. Padne li metacentar u težište, plivajuće tijelo nalazi se u indiferentnoj ravnoteži, te će u tom položaju i ostati. Stabilitet broda može se povećati tako da se njegovo težište pomakne što niže, i to na taj način da se teški predmeti smjeste što više na dnu broda (ili ponekad dodavanjem betona na dno broda).

## Vanjske poveznice
- Stabilnost broda Hrvatska tehnička enciklopedija, portal hrvatske tehničke baštine. LZMK